# 雲隠
| 源氏物語五十四帖 |        |    |        |
| 各帖のあらすじ   |        |    |        |
| 帖               | 名     | 帖 | 名     |
| 1                | 桐壺   | 28 | 野分   |
| 2                | 帚木   | 29 | 行幸   |
| 3                | 空蝉   | 30 | 藤袴   |
| 4                | 夕顔   | 31 | 真木柱 |
| 5                | 若紫   | 32 | 梅枝   |
| 6                | 末摘花 | 33 | 藤裏葉 |
| 7                | 紅葉賀 | 34 | 若菜   |
| 8                | 花宴   | 35 | 柏木   |
| 9                | 葵     | 36 | 横笛   |
| 10               | 賢木   | 37 | 鈴虫   |
| 11               | 花散里 | 38 | 夕霧   |
| 12               | 須磨   | 39 | 御法   |
| 13               | 明石   | 40 | 幻     |
| 14               | 澪標   | 41 | 雲隠   |
| 15               | 蓬生   | 42 | 匂宮   |
| 16               | 関屋   | 43 | 紅梅   |
| 17               | 絵合   | 44 | 竹河   |
| 18               | 松風   | 45 | 橋姫   |
| 19               | 薄雲   | 46 | 椎本   |
| 20               | 朝顔   | 47 | 総角   |
| 21               | 少女   | 48 | 早蕨   |
| 22               | 玉鬘   | 49 | 宿木   |
| 23               | 初音   | 50 | 東屋   |
| 24               | 胡蝶   | 51 | 浮舟   |
| 25               | 蛍     | 52 | 蜻蛉   |
| 26               | 常夏   | 53 | 手習   |
| 27               | 篝火   | 54 | 夢浮橋 |

「雲隠」（くもがくれ）は、
- 『源氏物語』五十四帖の巻名のひとつ。「幻」と「匂宮」の間にあるとされるが、巻名だけが伝えられ、内容は伝存しない。本稿で詳述する。

- 『源氏物語』の補作である雲隠六帖の第一帖の巻の名前。なお、上記の雲隠と明確に区別する時には、「六帖系雲隠」と呼ばれることがある[1]。

## 概要
本巻の前巻である「幻」から次巻である「匂宮」までは8年間の時間が経過しており、この間に光源氏が出家して嵯峨に隠棲し、2、3年後に死去したことが「宿木」に記されている。またこの間に頭中将（太政大臣まで出世した後引退し、致仕の大臣と呼ばれた）や髭黒（同じく太政大臣まで出世）も死去しており、作品世界では大きく世代交代が行われている。
『源氏物語』の54帖を数えるときにこの「雲隠」を含める数え方と、含めない数え方とがある。含めないときには中身の多い「若菜」を上下に分けて2帖に数え、いずれの場合にも『源氏物語』は全54帖になるようになっている。「雲隠」を含める数え方は中世以前に多く、含めない数え方は近世以後に多い。

## 古注釈での言及
「雲隠」の本文については、書かれたが散佚した、書く予定であったが書かれなかった、元より書かれなかったなど諸説ある。
たとえば『源氏釈』（12世紀頃）には、「雲隠」を「廿六」とし、また、『白造紙』（1200年頃）の「源ジノモクロク」には、「廿六クモカクレ」とある。一方、『異本紫明抄』は、「光源氏物語巻廿六雲隠もとよりなし」とし、『為氏本源氏物語系図』付載の「源氏目録」にも雲隠巻は無く、『原中最秘抄』には、「雲隠は幻の次なり 然に根本より此巻なし 然ば ふるき目録にも本よりなしとかきたり 多の有識才翰の人々に尋申侍りしにも全分不二覚悟一」（一、二は返り点）とある。
古注（『原中最秘抄』）には、この巻には光源氏の死が描かれており、これを読んだ者たちが世をはかなんで次々と出家してしまったため、時の天皇の命により内容を封印してしまった（または焚書にした）とする伝承が記録されている。
また、古注の一つである『紫明抄』には、「雲隠」の内容はどこかに密かに残されているとの伝承が伝えられている。

## 補作
この部分を補うための補作がいくつか書かれている。
- 『雲隠六帖』（室町時代ころの作、作者不詳） - 全六帖。第一の雲隠の帖において源氏の出家失踪を語る。
- 『Le dernier amour du prince Genghi』（日本語題「源氏の君の最後の恋」） - フランス人小説家マルグリット・ユルスナールが1938年に書いた短編集『Nouvelles orientales』（日本語訳『東方綺譚』多田智満子訳、白水社〈白水Uブックス〉、1984年、ISBN 4560070695）に収録。光源氏がかつて愛した女性に看取られつつ死を迎える。
- 『あさきゆめみし』（大和和紀） - 第一部の最後で、源氏の出家と死が語られる。

『雲隠』を題材とした作品
- 『トップレディーむかしむかし』（小松左京） - SF短編小説。タイムマシンを使って、額田王、紫式部、北条政子にインタビューするという内容。紫式部にインタビューした際に、こっそり持ち帰った自筆原稿を読んでみると、どの帖にも当てはまらない。さては、これが『雲隠』……。